# DeBary
DeBary is een plaats (city) in de Amerikaanse staat Florida, en valt bestuurlijk gezien onder Volusia County.

## Demografie
Bij de volkstelling in 2000 werd het aantal inwoners vastgesteld op 15.559.
In 2006 is het aantal inwoners door het United States Census Bureau geschat op 16.427, een stijging van 868 (5.6%).

## Geografie
Volgens het United States Census Bureau beslaat de plaats een oppervlakte van
55,5 km², waarvan 47,2 km² land en 8,3 km² water.

## Plaatsen in de nabije omgeving
De onderstaande figuur toont nabijgelegen plaatsen in een straal van 16 km rond DeBary.